# Gentiana purpurea
Gentiana purpurea (con el nombre común de Purple Gentian) es una especie de planta herbácea perteneciente a la familia de las gentianáceas. La raíz se utiliza a en la fabricación del licor de genciana.
El rizoma contiene sustancias amargas y tónicos. Sin embargo, es muy raro en Francia, donde se protege y crece principalmente en los Alpes suizos, donde se produce en verano a una altitud de más de 2000 metros.

## Taxonomía
Gentiana purpurea fue descrita por  Carlos Linneo y publicado en Species Plantarum 1: 228. 1753.
Etimología
Gentiana: Según Plinio el Viejo y Dioscórides, su nombre deriva del de Gentio, rey de Iliria en el siglo II a. C., a quien se atribuía el descubrimiento del valor curativo de la Gentiana lutea. El Banco de Albania ha recogido esta tradición: la Gentiana lutea está representada en el reverso del billete de 2000 lekë albaneses, emitido en 2008, en cuyo anverso figura el rey Gentio.
purpurea: epíteto latíno que significa "de color púrpura".
Sinonimia
- Pneumonanthe purpurea (L.) F.W.Schmidt [1793, Fl. Boëm., 2 : 10]
- Coilantha purpurea (L.) Borkh.[6]
- Gentianusa purpurea (L.) Pohl	[7]